# Johnny Olsson (musiker)

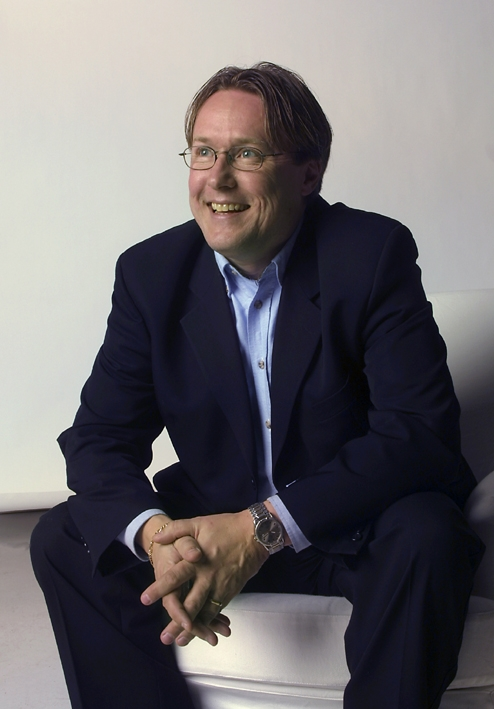
Johnny Olsson

Johnny Olsson, född Munk Anders Johnny Olsson 30 oktober 1959 i Dala-Järna i Dalarna, är en svensk trumpetare, kapellmästare, arrangör, evenemangsproducent och företagsledare.

## Musikalisk karriär
Johnny Olsson började sin musikaliska karriär 1983 som trumpetare i Stockholm. Han startade snart därefter sitt eget storband samt Johnny Olsson Band. Han har även varit företagsledare för Johnny Olsson Event & Artist, som sysslade med artister, underhållningsproduktioner och events.

## Johnny Olsson Storband
Johnny Olsson Storband har sedan 1983 spelat ihop med över 200 av Sveriges mest kända artister. Orkestern anlitas ofta till studiojobb såväl som konserter, och har framträtt flera gånger i TV (bland annat Guldbaggegalan, TV-huset, Unicefgalan, med mera).
Storbandet har spelat med bl.a. Monica Zetterlund, Erik Gadd, Amy Diamond, Orup, Lena Philipsson, Carola, Pernilla Wahlgren, Loa Falkman, Markoolio, Babben Larsson, Andreas Johnson, Lasse Berghagen, Robert Wells, Marie Fredriksson, Linda Bengtzing, Charlotte Perrelli, m.fl. Man har också givit ut skivor.

## Hela Sverige Lagar Mat
Olsson arbetar som Vd för Hela Sverige Lagar Mat Catering & Matevenemang. Företaget levererar catering i premiumsegmentet och lär Sverige laga mat tillsammans med nobelkocken Johnny Johansson och Sveriges kockelit.